# 荒川區役所前停留場
荒川區役所前停留場（日语：／ Arakawa-kuyakushomae teiryūjo */?）是位於東京都荒川區荒川一丁目，屬於荒川線（東京櫻電）的停留場。車站編號是SA 03。

## 歴史
1913年4月1日開業。當初名稱為千住間道（せんじゅかんどう）停留場。都營化後改名三河島二丁目停留場。之後改為現時停留場名。

## 停留場構造
本站為對向式月台2面2線的地面車站。
| 月台 | 路線                   | 方向 | 目的地                             |
| ---- | ---------------------- | ---- | ---------------------------------- |
| 西側 | 都電荒川線（東京櫻電） | 上行 | 町屋站前、荒川遊園地前、早稻田方向 |
| 東側 | 都電荒川線（東京櫻電） | 下行 | 三之輪橋方向                       |

## 可供轉乘的巴士路線

### 「荒川区役所前」停留場
- 里22系統：龜戶站行、日暮里站前行。
- 南千47系統：南千住站東口行、日暮里站前行。
- 草63系統：龍泉經由淺草雷門行、巢鴨站經由池袋站東口行。
- 草64系統：日本堤經由淺草雷門行、王子站經由池袋站東口行。

## 相鄰停留場
東京都交通局
 都電荒川線（東京櫻電）
荒川二丁目（SA 04）－荒川區役所前（SA 03）－荒川一中前（SA 02）

## 外部連結
- 荒川區役所前停留場 （页面存档备份，存于） - 東京都交通局